# Pedro Aguirre Cerda (stacja antarktyczna)
Pedro Aguirre Cerda – nieistniejąca stacja polarna należąca do Chile, położona na Deception Island w archipelagu Szetlandów Południowych. Zarządzały nią Chilijskie Siły Powietrzne.

## Położenie
Stacja znajdowała się wewnątrz kaldery wulkanu Deception, tworzącego wyspę. Była położona po północno-wschodniej stronie Port Foster, nad zatoczką Pendulum Cove.

## Historia i działalność
Stacja została założona 12 lutego 1955 przez Chilijskie Siły Powietrzne. Pierwotnie ochrzczona imieniem urzędującego prezydenta Chile, Carlosa Ibañeza del Campo, została na jego wniosek przemianowana na cześć prezydenta Pedro Aguirre Cerda, którego dekretem zostało powołane Chilijskie Terytorium Antarktyczne. W stacji zainstalowany został radar służący kierowaniu lotami. Wiele aspektów działalności stacji kłóciło się z postanowieniami traktatu antarktycznego, który wszedł w życie w 1959 roku; przy stacji żyły owce, kury i psy pociągowe sprowadzone z Ameryki Południowej. Do 1963 roku powierzchnia stacji podwoiła się, ale też ograniczenie przepływu wiatru spowodowało gromadzenie się śniegu, utrudniając dostęp pracownikom.
Stacja służyła jako główne obserwatorium meteorologiczne Chilijskich Sił Powietrznych w tym regionie, a od 1965 roku także jako pierwsze obserwatorium wulkanologiczne Uniwersytetu Chile. Prowadzono w niej także prace biologiczne, badając florę, faunę i bentos zatoki, oraz prace z zakresu oceanografii i geologii. Stacja została zniszczona przez erupcje wulkanu. Pierwsza rozpoczęła się 4 grudnia 1967, następna miała miejsce w latach 1969-70. Jej rolę przejęła nowa stacja Presidente Eduardo Frei Montalva, usytuowana na Wyspie Króla Jerzego.
W 2001 roku ruiny stacji zostały wpisane na listę Historycznych Miejsc i Pomników Antarktyki (nr 76).